# Stade de Reims
Stade de Reims, fransk fotbollsklubb från Reims. Klubben hade sin storhetsperiod under 1950-talet och början av 1960-talet med finalspel i Europacupen två gånger (1956 och 1959).

## Historia
Stade de Reims grundades 1910 under namnet  Société Sportive du Parc Pommery  under ledning av Marquis Melchior de Polignac, en fransman som senare fortsatte att tjäna i Internationella olympiska kommittén. Klubben antog sitt nuvarande namn den 18 juni 1931.

## Spelare

### Truppen
| Nr | Land            | Pos | Namn                               |
| -- | --------------- | --- | ---------------------------------- |
| 1  | Serbien         | MV  | Predrag Rajković                   |
| 2  | Belgien         | F   | Wout Faes                          |
| 3  | Elfenbenskusten | F   | Ghislain Konan                     |
| 5  | Marocko         | F   | Yunis Abdelhamid                   |
| 6  | Guadeloupe      | F   | Andreaw Gravillon (lån från Inter) |
| 10 | Kosovo          | MF  | Arbër Zeneli                       |
| 11 | Frankrike       | A   | Nathanaël Mbuku                    |
| 12 | Frankrike       | MF  | Alexis Flips                       |
| 13 | Mali            | F   | Fodé Doucouré                      |
| 14 | Kosovo          | MF  | Valon Berisha                      |
| 15 | Zimbabwe        | MF  | Marshall Munetsi                   |
| 16 | Frankrike       | MV  | Yehvann Diouf                      |
| 17 | Grekland        | A   | Anastasios Donis                   |
| 18 | Skottland       | A   | Fraser Hornby                      |

| Nr | Land          | Pos | Namn                |
| -- | ------------- | --- | ------------------- |
| 19 | Nederländerna | A   | Mitchell van Bergen |
| 20 | Frankrike     | MF  | Ilan Kebbal         |
| 21 | Nederländerna | MF  | Azor Matusiwa       |
| 22 | Frankrike     | A   | Hugo Ekitike        |
| 23 | Guinea-Bissau | MF  | Moreto Cassamá      |
| 24 | Frankrike     | MF  | Mathieu Cafaro      |
| 25 | Mali          | MF  | Moussa Doumbia      |
| 26 | Senegal       | MF  | Dion Lopy           |
| 27 | Mali          | A   | El Bilal Touré      |
| 28 | Frankrike     | F   | Bradley Locko       |
| 29 | Senegal       | F   | Moustapha Mbow      |
| 30 | Frankrike     | MV  | Nicolas Penneteau   |
| 32 | Belgien       | F   | Thomas Foket        |
| -  | Frankrike     | F   | Sambou Sissoko      |

### Utlånade spelare
| Nr | Land          | Pos | Namn                                               |
| -- | ------------- | --- | -------------------------------------------------- |
|    | Österrike     | F   | Dario Maresic (i LASK Linz till 30 juni 2022)      |
|    | Schweiz       | A   | Dereck Kutesa (i Zulte Waregem till 30 juni 2022)  |
|    | Senegal       | MV  | Dialy Ndiaye (i Boulogne till 30 juni 2022)        |
|    | Nederländerna | A   | Kaj Sierhuis (i Heracles Almelo till 30 juni 2022) |

| Nr | Land      | Pos | Namn                                             |
| -- | --------- | --- | ------------------------------------------------ |
|    | Frankrike | MF  | Rafik Guitane (i Marítimo till 30 juni 2022)     |
|    | Belgien   | F   | Thibault De Smet (i Beerschot till 30 juni 2022) |
|    | Frankrike | A   | Timothé Nkada (i Orléans till 30 juni 2022)      |

### Svenskar i laget
- Jon Lundblad
- Arber Zeneli
- Jens Cajuste